# کینگستون بیچ، تاسمانی
کینگستون بیچ (به انگلیسی: Kingston Beach) یک حومه شهر در استرالیا است که در تاسمانی واقع شده‌است.